# Timmy T
Timmy T, (nombre real Timothy Torres, nacido el 21 de septiembre de 1967 en Fresno, California) es un cantante estadounidense de freestyle, además de compositor y, posteriormente, productor. Tuvo un Billboard Hot 100 # 1 single con la canción "One More Try" en 1991.

## Biografía
Timmy T comenzó en la década de 1980 en pequeños grupos de rap en su ciudad natal, Fresno, pero sintió que prefería bailar música. Compró un sintetizador Moog y una caja de ritmos Roland TR-808 en una tienda de empeño, y grabó su primer sencillo, "Time After Time", en su garaje. Después de grabarlo en vinilo, fue a una estación de radio local de Fresno para pedirles que pusieran su canción. Tras su emisión hubo muchas llamadas de oyentes preguntando quién estaba interpretando esa canción. El DJ recomendó a Timmy T que llevara su canción a las estaciones de radio de Los Ángeles para conseguir más repercusión. Así lo hizo y la emisora "Power 106" puso el tema, y lo reenvió a varias estaciones más en todo el país, incluyendo "Hot 97" en Nueva York. Timmy consiguió un contrato discográfico con "Quality Records" y "Time After Time" pasó a ocupar el puesto # 40 en la lista de singles Billboard Hot 100. Lanzó otro sencillo a finales de 1990, la balada "One More Try", que demostró ser mucho más exitosa que su primer sencillo, vendiendo más de un millón de copias y subiendo a la cima de las listas Billboard al año siguiente siendo número uno. El éxito del sencillo impulsó el álbum, también llamado "Time After Time", hasta el puesto # 46 en la lista de álbumes Billboard 200. Grabó su primer álbum "Time After Time", con su primer sencillo como canción principal, "What Will I Do" (que alcanzó el puesto 96), "One More Try" y "Over and Over".
En 1992 publicó su segundo álbum. Uno de los sencillos, "All For Love", llegó a las listas, sin embargo, su canción "Over You" que aparecía la película "The Raffle", en compañía de Elton John, ganó cierta prominencia. Los otros singles del segundo álbum fueron "Cry a Million Tears" y un cover de la canción original de Eric Carmen "Boats Against the Current". Ninguno de estos sencillos entró en la lista de música de ningún país. Un año después del lanzamiento del álbum, se distanció de los focos para centrarse en el nacimiento de su hijo.
En 2006 publicó un recopilatorio, "One More Try: The Collection".
Hoy en día, Timmy T sigue actuando en eventos freestyle  y produce y compone a otros artistas jóvenes de su país.

## Discografía

### Álbumes de estudio
| 1990                             | Time After Time - Publicación: 20 de junio de 1990 - Sello: Quality Records | 27 | 46 | 73 | 48 |
| 1992                             | All for Love - Publicación: 24 de marzo de 1992 - Sello: Quality Records    | -  | -  | -  | -  |
| "-" indica que no entró en lista |                                                                             |    |    |    |    |

### Álbumes recopilatorios
| Año  | Álbum                                                                             |
| ---- | --------------------------------------------------------------------------------- |
| 2006 | One More Try: The Collection - Publicación: 3 de abril de 2006 - Sello: ZYX Music |

### Singles
| Año  | Single                      | Posiciones | Posiciones | Posiciones | Álbum           |
| Año  | Single                      | US         | NED        | GER        | Álbum           |
| ---- | --------------------------- | ---------- | ---------- | ---------- | --------------- |
| 1989 | "Time After Time"           | 40         | -          | -          | Time After Time |
| 1990 | "What Will I Do"            | 96         | -          | -          | Time After Time |
| 1991 | "One More Try"              | 1          | 2          | 8          | Time After Time |
| 1991 | "Over and Over"             | 63         | -          | -          | Time After Time |
| 1991 | "Paradise"                  | -          | 18         | -          | Time After Time |
| 1991 | "Too Young to Love You"     | -          | -          | -          | Time After Time |
| 1992 | "Over You"                  | -          | -          | -          | All for Love    |
| 1992 | "Cry a Million Tears"       | -          | -          | -          | All for Love    |
| 1992 | "Boats Against the Current" | -          | -          | -          | All for Love    |

## Videoclips
| Año  | Single                  |
| ---- | ----------------------- |
| 1990 | "Time After Time"       |
| 1991 | "One More Try"          |
| 1991 | "Over and Over"         |
| 1991 | "Paradise"              |
| 1991 | "Too Young to Love You" |
| 1992 | "Over You"              |